# Þorvarður Þórarinsson
Þorvarður Þórarinsson (Thorvaldur Thorarinsson, 1230 - 1296) fue un caudillo medieval y goði de la Islandia medieval que tuvo un papel relevante durante la guerra civil islandesa, episodio histórico conocido como Sturlungaöld. Pertenecía al clan familiar de los Svínfellingar y era hijo de Þórarin Jónsson (1292 - 1241), hermanastro de Ormur Jónsson Svínfellingur y del obispo Brandur Jónsson.
Þorvarður tenía su hacienda en Hof í Vopnafirði. La muerte de su hermano Oddur Þórarinsson en manos de Eyjólfur ofsi Þorsteinsson y Hrafn Oddsson, provocó un profundo sentimiento de venganza y buscó una alianza con Þorgils skarði Böðvarsson. El 12 de julio de 1255 se enfrentaron ambas partes en la batalla de Þverárfundur donde pereció Eyjólfur ofsi.
Þorvarður se asentó en Grund, Eyjafjörður, donde Eyjólfur vivió. Tras las noticias de la muerte de Þórður kakali Sighvatsson en Noruega, reclamó sus propiedades por derecho (su madre era hermana de Þórður kakali). Por otro lado Þorgils skarði también reclamaba el mismo derecho sobre Eyjafjörður y comenzaron las hostilidades que culminaron con el asesinato de Þorgils en 1258, un acto considerado vergonzoso y mezquino por lo que Þorvarður no pudo quedarse en Eyjafjörður, obligándose a trasladarse hacia el sur, en Keldur, la hacienda de unos familiares.